# 1575年
| 千纪： | 2千纪 |
| 世纪： | 15世纪 \| 16世纪 \| 17世纪                                                                                 |
| 年代： | 1540年代 \| 1550年代 \| 1560年代 \| 1570年代 \| 1580年代 \| 1590年代 \| 1600年代                           |
| 年份： | 1570年 \| 1571年 \| 1572年 \| 1573年 \| 1574年 \| 1575年 \| 1576年 \| 1577年 \| 1578年 \| 1579年 \| 1580年 |
| 纪年： | 乙亥年（猪年）；明万历三年；越南莫朝崇康八年，后黎朝嘉泰三年；日本天正三年                                 |

## 大事记
- 中国商人林鳳攻克马尼拉。
- 明朝給俺答汗所築庫庫和屯城賜名歸化城，即今內蒙古自治區首府呼和浩特市。
- 葡萄牙开始在达尔贝达建立殖民地。
- 西班牙國王腓力二世第二度宣布國家破產（另兩次分別為1557年與1598年）。
- 教皇額我略十三世宣布澳门为天主教主教区。
- 後北條氏廢棄與上杉氏的同盟，與武田氏結成同盟，並再度對房總半島發起正式進攻。
- 2月8日——荷兰莱顿大学建校。
- 2月11日——葡萄牙人开始占领刚果以南的地区，探險家巴爾托洛梅烏·迪亞士的孫子保羅·迪亞士·德·諾發伊斯抵達羅安達，命名此地為“São Paulo da Assumpção de Loanda”，就任首任葡屬安哥拉總督。
- 4月——高屋城之戰，織田信長平定三好家近畿勢力的最後一場戰役，多年與織田信長對抗的三好康長投降。
- 5月——織田家在長篠之戰中勝利後，織田信忠以總大將的身分率軍發動岩村城之戰。
- 6月28日——长筱合战，據傳武田軍死傷達一萬餘人，陣中大將山縣昌景、馬場信春、內藤昌豐、原昌胤、真田信綱、土屋昌次與小幡信貞等盡皆戰死，武田家受到慘重的打擊，織田信長旋即派遣織田信忠出兵岩村城，收復東美濃的失土。
- 7月——渡川之戰，長宗我部元親攻克一條兼定而統一土佐國，一條兼定後來居於伊予國宇和島直到過世。
- 8月——織田信長率兵消滅越前的一揆勢力之後，柴田勝家獲封攻略北陸方面軍團的總大將，下轄越前五人眾：前田利家、原長賴、不破光治、金森長近、佐佐成政，受封北陸越前國國主，領有越前國八郡和北之庄城，並在越前當地實施日本歷史上首次的刀狩令。
- 11月21日——武田氏岩村城守將秋山信友在織田軍團包圍、援軍遲遲未至的情況下向織田信忠請降，織田氏贏得岩村城之戰。

## 出生
- 孝慈高皇后，努尔哈赤的皇后（逝世1603年）
- 汪关，娄东印派创始人
- 多罗那他，藏传佛教大师（逝世1634年）
- 左光斗，明朝大臣（逝世1625年）

## 逝世
- 6月29日——山縣昌景，日本戰國時代的武將，武田氏的家臣，武田四名臣、武田二十四將其中一員。
- 6月29日——馬場信春，日本戰國時代的武將，武田氏的家臣，武田四名臣、武田二十四將其中一員。
- 6月29日——內藤昌豐，日本戰國時代的武將，武田氏的家臣，武田四名臣、武田二十四將其中一員。
- 6月29日——高坂昌澄，日本戰國時代的武將，武田氏的家臣，武田四名臣、武田二十四將高坂昌信長子。
- 6月29日——原昌胤，日本戰國時代的武將，武田氏的家臣。
- 6月29日——真田信綱，日本戰國時代的武將，武田氏的家臣，真田幸隆長子。
- 6月29日——真田昌輝，日本戰國時代的武將，武田氏的家臣，真田幸隆次子。
- 6月29日——土屋昌次，日本戰國時代的武將，武田氏的家臣。
- 6月29日——小幡信貞，日本戰國時代的武將，武田氏的家臣。
- 12月23日——秋山信友，日本戰國時代的武將，武田氏的家臣。